# Řečík pistáciový
Řečík pistáciový (Pistacia vera), také zvaný pistácie pravá, je malý strom z čeledi ledvinovníkovité, jehož původní oblast rozšíření je ve střední Asii a na Blízkém východě.
Pěstuje se pro jádra – pistácie, která lze konzumovat čerstvá, pražená a nebo jako součást různých potravin, např. pistáciová zmrzlina, lokum nebo salám Mortadella. Mezi tři největší producenty pistácií patří Írán, Spojené státy (Centrální údolí) a Turecko. Dále se pěstuje např. v Číně, Sýrii a Řecku. Jak je z oblastí pěstování zřejmé, pistácii nejlépe vyhovuje suché až polopouštní subtropické klima. Vrcholu produkce dosahují stromy asi ve 20 letech a jsou zastřihovány kvůli snadnější sklizni. Nejrozšířenějším kultivarem je Kerman.
Při nevhodném zpracování nebo uskladnění mohou obsahovat jedovaté aflatoxiny produkované především plísněmi rodu Aspergillus, které jsou známé jako silné karcinogeny. Kvůli vysokému obsahu tuků a nízkému obsahu vody jsou pistácie při přepravě ve velkých objemech náchylné k samovznícení, proto při přepravě pistácií v lodní dopravě je třeba dodržovat zvláštní pravidla.

## Produkce
V roce 2017 bylo podle Organizace pro výživu a zemědělství (FAO) na světě vypěstováno přibližně 1,1 milionu tun pistácií.
Největšími producenty pistácií byly Írán, Spojené státy, Turecko, Čína a Sýrie. Írán a USA společně vypěstovaly 75 procent celkového množství. Největšími producenty v Evropě jsou Řecko, Itálie a Španělsko, v celosvětovém pořadí na 6., 7. a 10. místě
| Region                 | (v tunách) |
| Írán                   | 574 987    |
| Spojené státy americké | 272 291    |
| Čína                   | 95 294     |
| Turecko                | 78 000     |
| Sýrie                  | 56 508     |
| Svět                   | 1 115 066  |
| Zdroj: FAOSTAT OSN     |            |

### Vliv dubajské čokolády na cenu pistácií
V březnu 2025 dosáhla cena vyloupených jader pistácií v Česku cenových maxim. Cena vzrostla o 60 % na více než pět set korun za jeden kilogram pistácií. Čeští novináři informovali, že se cena zvýšila kvůli trendu dubajské čokolády. Na zvýšenou poptávku po pistaciích zareagovalo Turecko jako jejich největší celosvětový procudent, který přeskočil na první pozici Írán. Turečtí vývozci se rozhodli doplnit své zásoby o pistácie dovezené ze Sýrie.